# Catalina Telias
Andrea Clara Telias Sraer (19 de septiembre de 1963), conocida artísticamente como Catalina Telias, es una cantante y locutora radial chilena.

## Carrera musical
Estudió en la Escuela de Talentos de Alicia Puccio, donde adoptó el apodo de Catalina Telias. En sus primeras incursiones musicales se integró al grupo La Banda del Gnomo, pero se desvinculó a la agrupación en 1988. Tras ello, conoció a la compositora Scottie Scott, con quien grabó su único disco Blues en el Paseo Ahumada.
Durante su carrera musical participó representando a Chile en el festival de la OTI de 1989, con la canción La Movida. Además, fue parte del festival de Viña del Mar de 1990, siendo premiada con una antorcha de oro por el público.
Tras su presentación en el Festival de Viña del Mar, siguió realizando presentaciones en vivo. En 2005 fue parte de la temporada de Rojo Vip, en la cual participó con otros artistas famosos de las décadas entre 60s y 80s.
Trabajó en la Radio Pudahuel conduciendo el programa Las muñecas se peinan, pero fue desvinculada de la estación en 2009.

## Discografía
- Blues del Paseo Ahumada 1989